# اندری
اندری (به پرتغالی: Andaraí) یک سکونتگاه مسکونی در برزیل است که در باهیا واقع شده است.